# Visualization Toolkit
Visualization Toolkit (VTK, англ. инструментарий визуализации) — открытая кроссплатформенная программа для трёхмерного моделирования, обработки изображений и прикладной визуализации. Библиотека написана на C++, однако также доступны модули на Tcl/Tk, Java и Python.
VTK доступна под лицензией BSD и используется во многих продуктах, включая Molekel, ParaView, VisIt, VisTrails, MOOSE, 3DSlicer, MayaVi и OsiriX.

## История
Изначально программа была создана в 1993 году как дополнение к книге "The Visualization Toolkit: An Object-Oriented Approach to 3D Graphics" (с англ. — «Инструментарий визуализации: Объектно-ориентированный подход к трёхмерной графике») издательства Prentice-Hall. Авторами книги и программы являются три разработчика: Will Schroeder, Ken Martin и Bill Lorensen, написавшие их в свободное от работы время.